# Zimsa
Zimsa est une localité située dans le département de Barsalogho de la province du Sanmatenga dans la région Centre-Nord au Burkina Faso.

## Géographie
Zimsa se situe à 5 km au nord de Basma, à 15 km au sud de Barsalogho, le chef-lieu du département, et à environ 35 km au nord du centre de Kaya, la principale ville de la province.

## Économie
L'agro-pastoralisme est l'activité économique essentielle du village. Il a été à ce titre le site pilote, désigné par le Centre national des semences forestières (CNSF) dès 1997, pour la vulgarisation de l'utilisation des mottes de terre pour la production de plants dans les pépinières villageoises, technique qui a ensuite diffusé dans tout le département et notamment les communes alentour Zimsa et Basma.

## Éducation et santé
Le centre de soins le plus proche de Zimsa est le centre de santé et de promotion sociale (CSPS) de Basma tandis que le centre médical avec antenne chirurgicale (CMA) se trouve à Barsalogho et le centre hospitalier régional (CHR) à Kaya.
Le village possède une école primaire publique.